# Aldemir Bendine
Aldemir Bendine, né le 10 décembre 1963, est un homme d'affaires et chef d'entreprise brésilien. Il est directeur général du groupe Petrobras du 6 février 2015 au 30 mai 2016.

## Biographie

### Formation
Il est diplômé d'une maîtrise en administration des affaires de l'Université pontificale catholique de Rio de Janeiro et d'une maîtrise en management d'entreprise de la Faculté de comptabilité d'Itapetininga (FCCI). 

### Carrière
Depuis 2009, Aldemir Bendine est le président directeur général de Banco do Brasil.  
Le 6 février 2015 Aldemir Bendine est nommé directeur général du groupe Petrobras en remplacement de Maria das Graças Foster.

### Autres mandats
- Membre du conseil d'administration de Banco Votorantim S.A[4]